# Hansjörg Haber
Hansjörg Haber (* 21. Februar 1953 in München) ist ein deutscher Diplomat im Ruhestand. Er war von 2015 bis 2016 Leiter der Delegation der Europäischen Union in der Türkei und von 2017 bis 2018 Botschafter der Bundesrepublik Deutschland im Jemen.

## Leben
Nach dem Abschluss am Atlantic College in Wales studierte er Wirtschaftswissenschaften an der Universität München, an der er auch als wissenschaftlicher Mitarbeiter tätig war, bevor er in den Auswärtigen Dienst eintrat. Hansjörg Haber ist mit der Diplomatin Emily Haber verheiratet, mit der er zwei Kinder hat.

## Laufbahn
Nach Stationen in Paris, Moskau, Manila und Ankara war er von 2002 bis 2006 Referatsleiter für Grundsatzfragen der Vereinten Nationen im Auswärtigen Amt und damit für die strategische Planung und Ausarbeitung der deutschen Position zu UN-Friedensmissionen und der Rolle der UN in regionalen Konflikten verantwortlich. Danach war er deutscher Botschafter in Beirut. Vom 16. September 2008 bis Ende April 2011 war Hansjörg Haber Leiter der EU-Beobachtermission in Georgien. Im Zuge dieser Tätigkeit wurde Hansjörg Haber durch die eigenen deutschen Nachrichtendienste überwacht, eigenständig durch den BND und ohne Erlaubnis der G-10-Kommission, was im Zuge der BND-Affäre 2015 aufgedeckt wurde.
Am 28. März 2011 wurde Haber durch die Hohe Vertreterin der EU für Außen- und Sicherheitspolitik Catherine Ashton zum Leiter des zivilen Planungs- und Durchführungsstabes (Civilian Planning and Conduct Capability – CPCC) im Europäischen Auswärtigen Dienst berufen. Von 2014 bis 2015 war Haber deutscher Botschafter in Kairo. Danach wurde er als Nachfolger von Stefano Manservisi zum Leiter der Delegation der Europäischen Union, umgangssprachlich zum EU-Botschafter, in der Türkei ernannt. Am 14. Juni 2016 trat er von diesem Posten zurück.
Ab dem 11. Januar 2017 war Haber als Geschäftsträger ad interim Leiter der Deutschen Botschaft Prag. Im September 2017 wurde er als Botschafter der Bundesrepublik Deutschland in Sanaa akkreditiert, wo er bis Oktober 2018 tätig war.